# Lesk (województwo pomorskie)
Lesk (niem. Baumgart) – osada w Polsce położona w województwie pomorskim, w powiecie gdańskim, w gminie Trąbki Wielkie.
W latach 1975–1998 miejscowość należała administracyjnie do województwa gdańskiego.